# Zorzines limitatoides
Zorzines limitatoides là một loài bướm đêm trong họ Noctuidae.